# Ulrika Jonsson

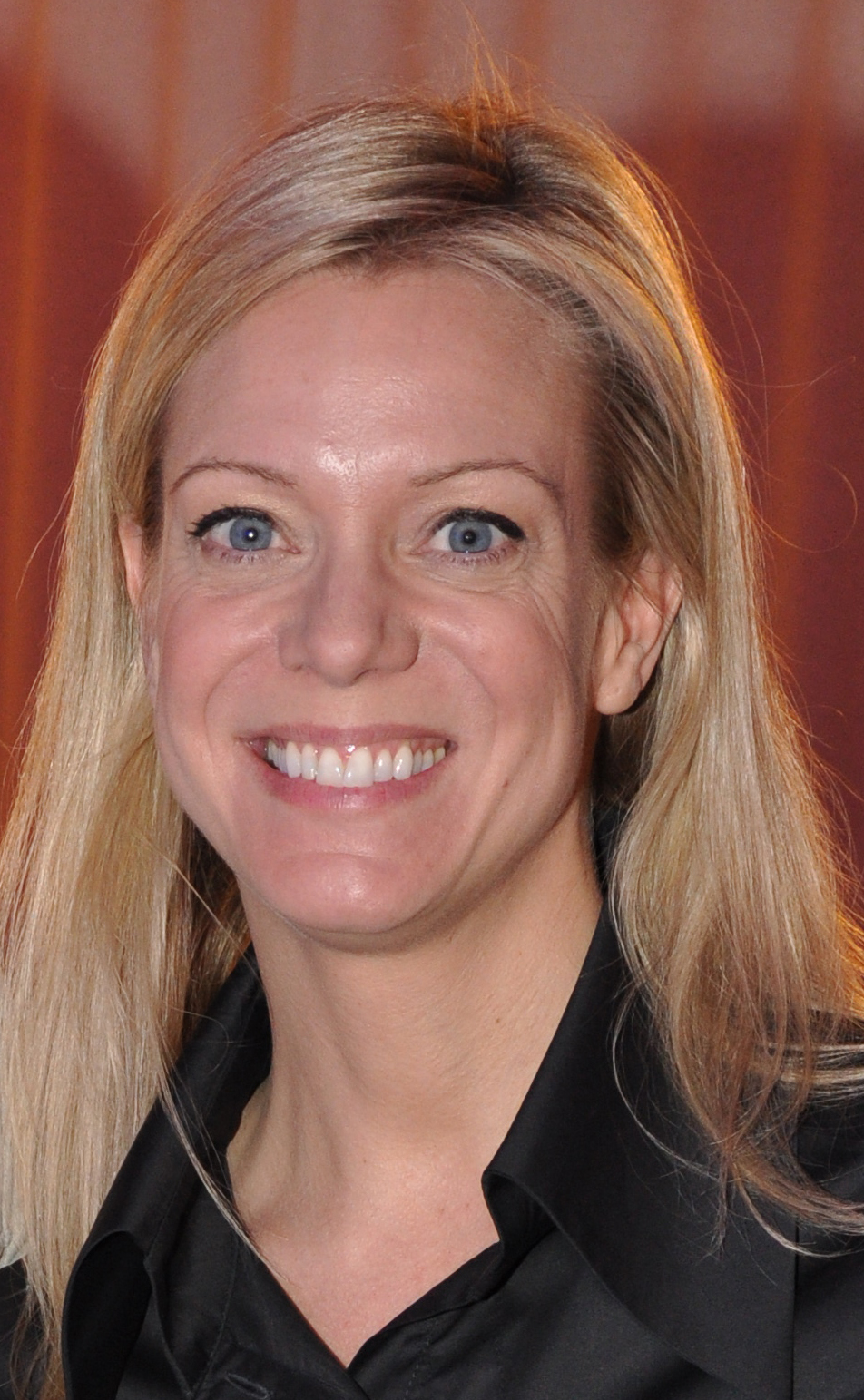
Jonsson (2011)

Eva Ulrika Jonsson (* 16. August 1967 in Sollentuna) ist eine schwedisch-britische Fernsehmoderatorin.

## Leben und Wirken
Ab 1989 wurde sie als Wetteransagerin beim Sender TV3 bekannt. Sie co-moderierte von 1992 bis 2000 die Sport/Gameshow Gladiators für den britischen Sender itv. Von 1995 bis 2011 war sie im Rateteam der Comedy-Spielshow Shooting Stars. Weltweite Beachtung fand sie als Moderatorin des Eurovision Song Contest 1998 (zusammen mit Terry Wogan) und der Miss-World-Wahl 1999. Ab 2001 moderierte sie die Gameshows Dog Eat Dog und The Joy of Text. Im Jahr 2007 nahm sie an der zweiten Staffel der Eiskunstlaufshow Dancing on Ice und 2009 an Celebrity Big Brother teil, aus der sie als Siegerin hervorging.